# Cleora contiguata
Cleora contiguata là một loài bướm đêm trong họ Geometridae.